# Hyppolite Bazin
 (février 2017).
Si vous disposez d'ouvrages ou d'articles de référence ou si vous connaissez des sites web de qualité traitant du thème abordé ici, merci de compléter l'article en donnant les références utiles à sa vérifiabilité et en les liant à la section « Notes et références ».
Hyppolite Antoine Bazin est un ingénieur français qui fut conseiller étranger au Japon durant l'ère Meiji.
Il fait partie de l'équipe chargée de la construction de l'arsenal naval de Yokosuka et son contrat avec le ministère japonais de la Marine débute le 15 avril 1866. Il est cependant supposé qu'il n'arrive au Japon, à Yokohama, que le 9 novembre 1866. Le 3 janvier 1869, il tombe sérieusement malade et quitte le Japon le 13 février.